# 香港演藝界並稱
- 關於其他名稱相近或相同的條目，請見「七公主 (消歧義)」。

以下列舉香港演藝界歷年來並稱的稱號。

## 影壇結義
自二十世紀香港電影發展以來，曾出現一些幕前或幕後人員之間的結義，包括：

### 七大閒
1953年2月14日（農曆正月初一日），七位電影工作者於九龍界限街107號結為異姓兄弟，稱為「七大閒」，排行依次序為馮毅、蔣光超、李翰祥、馬力、沈重、宋存壽、胡金銓。

### 七兄弟
1964年，七位粵劇男演員結拜，成員包括：麥先聲、尤聲普、陳玉郎、雲展鵬、潘有聲、黎家寶及文千歲。

### 七公主

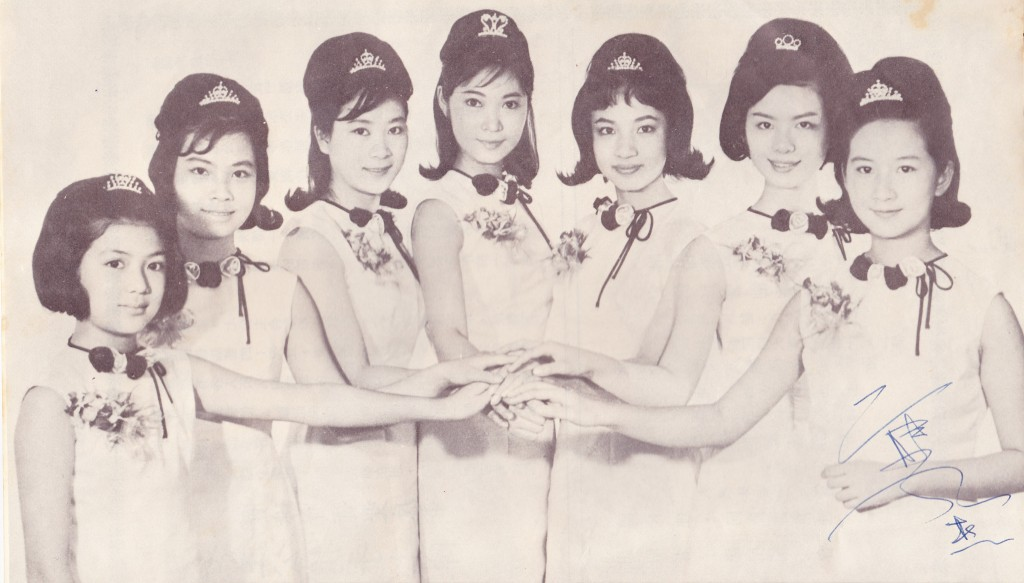
七公主於1960年代合照，左起：馮寶寶、王愛明、陳寶珠、蕭芳芳、馮素波、沈芝華、薛家燕

1965年初，香港粵語片時代的七位女演員上契結拜。七人曾至少舉行兩次結拜禮，分別於1965年2月9日（正月初八日）假尖沙咀彌敦道敘香樓、以及1965年2月16日（正月十五日）假尖沙咀彌敦道金冠大酒樓舉行，又稱「七宮主」。 成員依年齡長至幼順序為：馮素波（馮寶寶姊）、沈芝華、陳寶珠、蕭芳芳、薛家燕、王愛明及馮寶寶。

### 八牡丹

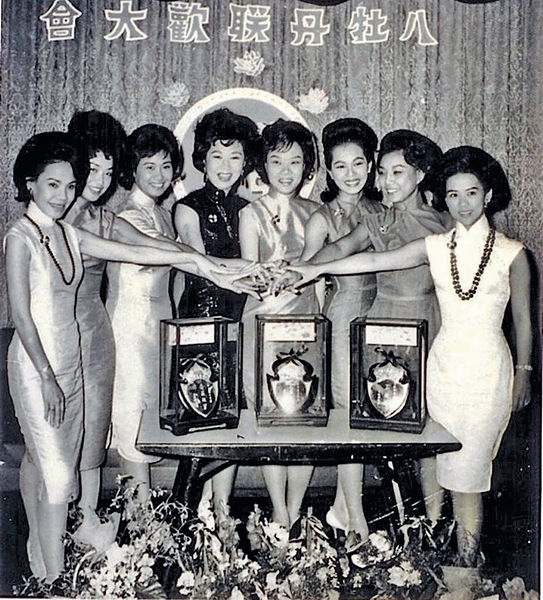
1963年7月27日晚上，八牡丹於尖沙咀香檳大廈瓊宮酒樓出席結拜典禮暨「八牡丹聯歡大會」合照，左起：余麗珍（紫牡丹）、南紅（綠牡丹）、羅艷卿（銀牡丹）、于素秋（黑牡丹）、鳳凰女（紅牡丹）、林鳳（黃牡丹）、鄧碧雲（藍牡丹）、吳君麗（白牡丹）

1963年7月27日晚上，八位粵劇名伶及電影女演員於尖沙咀香檳大廈瓊宮酒樓舉行結拜典禮暨「八牡丹聯歡大會」，成員依年齡長至幼順序為：余麗珍（紫牡丹）、鳳凰女（紅牡丹）、鄧碧雲（藍牡丹）、于素秋（黑牡丹）、羅艷卿（銀牡丹）、吳君麗（白牡丹）、南紅（綠牡丹）、林鳳（黃牡丹），更合組香城影業公司拍攝了《香城九鳳》（1964）。

### 九大姐
1960年代，九位粵劇二幫花旦暨粵語片女演員義結金蘭，成員包括：任冰兒、朱日紅、金影憐、許卿卿、黎坤蓮、英麗梨、李香琴、梁素琴、譚倩紅，更合組香城影業公司拍攝了《香城九鳳》（1964）。

### 十大導
1963年11月15日，十位電影導演組織「十兄弟電影企業公司」，故稱「十兄弟」；公司首部出品是《錦繡天堂》。成員包括：黃岱、莫康時、龍圖、胡鵬、馮志剛、李鐵、吳回、黃鶴聲、盧雨岐、珠璣。

### 十一斧頭
當導演與演員結拜成風，十一位主要從事製片、劇務等幕後職位的電影工作者亦進行結拜，成員包括：林甦、關秀天、溫勝、李壽祺、李江、江曼、關志中、趙英魂、郭少泉、黎波、周忠。他們部分亦有參與幕前演出，其中林甦及曾在《如來神掌》飾演大反派「三絕掌」 之一的李壽祺較為知名。

### 十二金釵
受1962年國語片《紅樓夢》啟發，十二位早期參演的中國電影女演員，在1963年於香港結義金蘭，稱為「十二金釵」。 她們每年每月農曆初九聚舊，成員依年齡長至幼順序為：
1. 黎灼灼，上海默片艷星。排行第一。
2. 陳皮梅，薛覺先徒弟，粵劇坤班文武生，生前曾在美國定居。排行第二。
3. 馬笑英，新加坡粵劇花旦。排行第三。
4. 李倩顰，排行第四。
5. 黃曼梨，出身於上海暨南影片公司，專拍武俠默片，後到香港拍粵語片，被譽為「苦情皇后」。排行第五。
6. 高偉蘭，1933年廣州默片《愛的教育》的女主角，其丈夫是導演盧敦。排行第六。
7. 李月清，排行第七。
8. 容玉意，出身上海的艷舞演員，定居溫哥華。排行第八。
9. 黎雯，廣西省梧州話劇演員。排行第九。
10. 徐意，排行第十。
11. 甘露，粵劇坤班武生。排行第十一。
12. 鄭文霞，香港麗的電視藝員。排行第十二。[15]

### 東方「銀色鼠隊」
東方「銀色鼠隊」的靈感，來自當年好萊塢紅星迪安·馬丁組織的鼠黨，隊員個個都是影視圈人，感情極佳。香港銀壇的張沖、謝賢、陳自強、陳浩、秦祥林、鄧光榮、沈殿霞七人因為工作關係，感情非常好，於1972年11月15日成立東方的銀色鼠隊，結為金蘭，又稱「銀鼠隊」或「銀色七鼠」。成員包括：大哥張沖、二哥謝賢、三哥陳自強、四哥陳浩、五哥秦祥林、六哥鄧光榮、七妹沈殿霞。

### 銀色貓隊
1972年，在銀色鼠隊成立後約一個月，當時一群長江電影（香港）有限公司及富國影業公司的旗下演員又成立「銀色貓隊」，成員包括：薛家燕、白彪、于洋、尤慧、胡茵茵、魯俊、高崗、戴金、小麒麟、盧建明、巴山、歐陽珮珊等。

### 銀色獅團
1970年代，香港影圈中還出現由武打男演員組成的「銀色獅團」，又稱「銀色雄獅團」或「銀色雄獅隊」，成員包括：導演羅馬，以及九名武打男演員陳星、方野、解元、山怪、黃家達、劉大川、染野行雄（日本）、金振八（韓國）及楊斯。

## 粵語流行樂壇及演藝界

### 20世紀初
- 四大天王 (廣東音樂)：對廣東音樂的作曲及演奏等方面有重大貢獻的四位音樂家，包括：呂文成、尹自重、何大傻、程岳威（前期）、何浪萍（後期）。[20]
- 四大天王 (粵劇)
- 粵劇四大名丑：葉弗弱、李海泉、半日安、廖俠懷[21]

### 1930年代
- 薛馬：著名粵劇演員薛覺先和馬師曾的合稱。[22][23] 二人在1933年分別領導「覺先聲劇團」及「太平劇團」，好戲連場，劇團之間競爭不輟，在1930至1940年代的香港粵劇界形成所謂「薛馬爭雄」的時期。[24]
- 平喉四大天王：又稱「四大平喉」、「平喉四傑」、「香港平喉四大天王」、「粵曲平喉四大天王」等，或簡稱「四大天王」。香港四位擅唱平喉的女性粵曲演唱家，包括小明星、張月兒、徐柳仙、張蕙芳。[25][26]:4-5

### 1950年代
- 任白：香港粵劇名伶任劍輝和白雪仙的合稱。[27]
- 三碧：又稱「港九藝壇三碧」。香港粵劇、曲藝及電影界中三位著名女演員的並稱，包括「大碧」鄧碧雲、「中碧」梁碧玉、「細碧」鄭碧影。[28][29]:79
- 泰山七姊妹：1950年代泰山影業公司旗下七位女演員並稱，七人皆於1952年考入該訓練班，包括葛蘭、鍾情、李嬙、劉亮華、羅婷、陳芸、容遠菁，曾共演1953年香港電影《七姊妹》。[30]
- 長城三公主：1950至60年代长城电影制片有限公司旗下三位國語片女演員並稱，包括大公主夏夢、二公主石慧、三公主陳思思。[31][32]
- 光藝三大花旦：1950至60年代光藝製片公司旗下三位粵語片女演員並稱，包括嘉玲、南紅、江雪。[33]

### 1960年代
- 電懋三小：1960年代國際電影懋業有限公司旗下三位國語片女演員並稱，包括張慧嫻、李芝安、劉小慧，曾共演1965年香港電影《三朵玫瑰花》。[34][35]
- 國泰四小生：國際電影懋業有限公司（後改名國泰機構）旗下四名較具代表性又形象各異的男演員並稱，包括喬宏、張揚、陳厚、雷震。[36]其中以陳厚地位最高，張揚僅次於他，地位相仿的喬宏及雷震居末。[37]
- 麗的三朵花：簡稱麗的三花，1960年代麗的映聲三位最受歡迎的電視女主持暨藝員並稱，最初成員包括梁舜燕、龐碧雲、黎婉玲。[38][39] 1968年，梁舜燕轉投無綫電視，丁茵入職麗的映聲，龐碧雲、黎婉玲、丁茵遂並稱「麗的三朵花」。[40][41]
- 四千金：1968年麗的映聲電視劇，亦代指劇中四名女主演，成員包括汪明荃、禤素霞、蘇潔賢、黃楚穎。[42][43]
- 七小福：1960年代京劇名武生于占元在香港開辦京劇戲班中國戲劇研究學院時，所收的學生的總稱[44]，1988年電影《七小福》改編其事跡

### 1970年代
- 煇黃：香港作曲家顧嘉煇及填詞人黃霑的合稱，取「輝煌」的諧音，兩人經常合作[45]，但此合稱最先乃取自1999年兩人與後輩林夕、雷頌德的作品演唱會的「夕德煇黃」一名（四人合稱同時寄語香港樂壇「薪火相傳」），此後「煇黃」之合稱才被常用。
- 雙沾：香港填詞人黃霑及盧國沾的合稱。[46]
- 麗的三雄：1970年代麗的電視三位劇集及節目監製，曾為該台製作出不少創新且具影響力的劇集和節目，包括麥當雄、李兆熊、屠用雄。[47]
- 佳視三寶：1975年至1978年間佳藝電視三位當家花旦，包括李通明、米雪、文雪兒。[48]
- 四大帥：四名曾加入邵氏電影公司，並擅長拍攝古裝或武俠片的名導演合稱，包括李翰祥、胡金銓、張徹、楚原。[49][註 2] 四人亦曾被合稱為「邵氏四大導演」。[51]
- 四朵金花：1973年初出現在無綫電視翡翠台晚間綜藝節目《歡樂今宵》內的四人女子音樂組合，由沈殿霞（肥肥，東方「銀色鼠隊」之一）、汪明荃（Liza）、王愛明（明明，七公主之一）及張德蘭（圓圓／德蘭）組成。[52]
- 紫荊花合唱團：1975年由麗的電視四位女藝員李影、鍾叮噹、南鳳及盧愛蓮組成的四人女子音樂組合，以對撼四朵金花。[53]
- 溫拿五虎：於1973年定名溫拿樂隊的五名成員，包括譚詠麟、鍾鎮濤、彭健新、陳友、葉智強。[54]
- 六啤半：1970年代香港商業電台商業二台（今叱咤903）最受歡迎的13位唱片騎師，於1978年組成，其後曾推出同名大碟並主演無綫電視劇集《愛情安歌》，成員包括關西蒙、鍾保羅、楊振耀、湯正川、陳少寶、樂仕、朱明銳、曾路得、盧業瑂、俞琤、錢錢、蘇施黃、梁安琪。[55]
- 成家班：1970年代以香港著名導演、演員成龍為核心的電影拍攝動作團隊
- 洪家班：於1970年代以香港著名導演、演員洪金寶為核心的電影演員組織

### 1980年代
- 五福星：吳耀漢、洪金寶、馮淬帆、秦祥林、苗僑偉、曾志偉和岑建勳等演員共同合演《福星系列電影》——《奇謀妙計五福星》、《福星高照》、《夏日福星》、《運財五福星》
- 三個小神仙：80年代廣播界，唱片騎師鄭丹瑞、林姍姍、何嘉麗組成了香港電台主持組合「三個小神仙」，也是節目名字
- 中環三劍俠、中環三太子：簡稱三劍俠，成員包括陳百強、鍾保羅、張國榮，曾同屬經理人譚國基旗下，三人曾共演80年代香港青春電影《喝采》及《失業生》。[56]
- 三王一：譚詠麟、張國榮、陳百強、梅艷芳壟斷香港樂壇的音樂獎項，四位的出現推動了香港80年代流行樂壇進入全盛而輝煌的時期。
- 梅家班：梅艷芳為首屆TVB全球華人新秀歌唱大賽冠軍，同為新秀參賽者入室弟子(草蜢、譚耀文、許志安、何韻詩、彭敬慈)並稱[57]
- EYT三小花：1980年代無綫電視三位曾參與主持及演出綜藝節目《歡樂今宵》（英語：Enjoy Yourself Tonight，縮寫：EYT）的女藝員並稱，包括戚美珍、景黛音、廖安麗。[58]
- 香港影圈四大惡人：四名屢次演出反派角色的香港電影男演員，包括何家駒、李兆基、成奎安、黃光亮。[59]
- 無綫五虎將：1980年代無綫電視五位當家小生並稱，成員有苗僑偉、湯鎮業、黃日華、劉德華和梁朝偉。[60]
- 新藝城七人小組／新藝城七怪：1980年代於新藝城電影公司合作的七位電影人，成員包括麥嘉、石天、黃百鳴、徐克、施南生、曾志偉及泰迪羅賓。[61][62]
- 八美圖：1983年亞洲電視劇集，亦代指劇中八名女主演兼當時亞洲電視八名當家花旦，成員包括李影、禤素霞、魏秋樺、蔡瓊輝、馬敏兒、葉玉萍、麥翠嫻、蔡倩兒。[63]
- 九龍女：1980年代無綫電視力捧的九位女藝員並稱，名號由黃霑所改，成員包括梅艷芳、劉嘉玲、曾華倩、吳君如、上山詩鈉、邱淑貞、羅美薇、藍潔瑛、張曼玉。[64]
- 銀河十星：無綫電視於1987年至1988年力捧的十位藝員新秀並稱，成員包括崔嘉寶、林穎嫺、邱淑貞、吳詠紅、李婉華、李中寧、胡越山、邵仲衡、郭富城、李耀敬。[65]
- 1983年無綫電視TVB第二代花旦：翁美玲、曾华倩、陈玉莲、刘嘉玲[66]
- 無厘頭黃金拍檔：周星馳、吳孟達合作始於1989年無綫電視劇集《蓋世豪俠》，周星馳之後離開無綫電視主力拍電影，吳孟達亦成為了周星馳的「黃金拍檔」
- 開心少女組：香港80年代新艺城的少女艺人
- 太陽之子：陳嘉輝、張衛健、林文龍、劉錫明。

### 1990年代
- 雙周一成：香港著名男藝人周潤發、周星馳及成龍的合稱。[67]
- 兩個偉文：香港填詞人林夕（原名梁偉文）及黃偉文的合稱。[68]
- 香港四大天王：1990年代香港粵語流行音樂最受歡迎的四名男歌手並稱，包括張學友、劉德華、黎明、郭富城。[69]
- 寶麗金小花：1990年代香港寶麗金旗下的女歌手並稱。
  - 寶麗金七小花：陳慧嫻、關淑怡、周慧敏、王馨平、黎瑞恩、劉小慧、湯寶如。[70]
  - 寶麗金四小花：曾分別合唱日本動畫《美少女戰士》粵語版主題曲，包括周慧敏、湯寶如、王馨平、黎瑞恩。[71]
  - 寶麗金三小花：黎瑞恩、劉小慧、湯寶如。[72]
- 95五虎將：無綫電視於1995年力捧的五位男藝員新秀並稱，又稱「新五虎」，成員包括古天樂、古巨基、吳家樂、劉愷威、何遠恆。[65][73]
- 95五美圖：無綫電視於1995年力捧的五位女藝員新秀並稱，成員包括傅明憲、曹眾、彭子晴、姚瑩瑩、陳彥行。[65]
- 詞壇四小公主：四名活躍於1990年代、喜好題材相近的女填詞人，包括古倩敏、李敏、張美賢、梁芷珊。此說由樂評人李謨如（黃志華）於1995年在明報周刊專欄提出，後多次被流行曲研究著作引用。[74][75]
- 華星三寶：香港華星唱片旗下三位新秀歌唱大賽入行歌手並稱，包括梁漢文、陳奕迅、楊千嬅。[76]
- 英皇三小花：是自90年代尾香港傳媒對英皇娛樂集團旗下女歌手的非官方並稱，通常以合唱歌曲組成
- 丁蟹五父子：1992年無綫電視劇集《大時代》合演五父子的「丁蟹」鄭少秋、「丁孝蟹 」邵仲衡、「丁益蟹」陶大宇、「丁旺蟹」吳啟明、「丁利蟹」郭政鴻
- 星女郎：香港傳媒指與周星馳電影及劇集中合作的女主角、螢幕情侣或拍檔
- 晶女郎：王晶電影中合作的女主角並稱
- 龍女郎：成龍電影中合作的女主角並稱

### 2000年代
- 瘋show三寶：2000年代，當時三位擔任香港電台第二台節目《瘋show快活人》的主持，包括梁繼璋、梁思浩、貴花田。[77]
- 餅碎：Cookies於2002年由唱片公司EMI所成立，最初有9名成員，2003年加盟黃柏高所創立的金牌娛樂事業有限公司，組合規模縮小至四人組合，退出的5位組合成員馬思恆（Helena）、陳素瑩（Gloria）、區文詩（Angela）、何綺玲（Elaine）、蒲茜兒（Serena)被香港傳媒稱為餅碎
- 七魔女：七位感情要好的女藝人的自稱，包括佘詩曼、湯盈盈、梁靖琪、文頌嫻、姚樂怡、鍾麗淇、周家蔚，眾人於2000年代中期相識。[78][79][80][81]
- S4：2003年無綫電視劇集《衝上雲霄》裡其中四個角色唐亦風（吳卓羲飾）、萬浩聰（陳鍵鋒飾）、謝立豪（黃宗澤飾）和高志宏（馬國明飾）的並稱。「S」取自劇中「飛揚航空」的英文名。此稱謂亦引申而指上述四位演員。（相信是模仿當時台灣組合F4）[82]
- 新世紀五虎將／新五虎：無綫電視於2000年代力捧的五位男藝員新秀並稱，成員包括吳卓羲、陳鍵鋒、黃宗澤、馬國明、林峯。[83]
- 奧運六星：無綫電視於2000年代力捧的六位男藝員新秀並稱，曾安排於2004年雅典奧運舉行期間一同亮相，成員包括吳卓羲、陳鍵鋒、黃宗澤、馬國明、林峯、黎諾懿。[65]
- 五花：無綫電視於2000年代力捧的五位女藝員，包括胡杏兒、楊怡、鍾嘉欣、陳法拉、徐子珊。
- 左麟右李：歌手譚詠麟與李克勤用「左麟右李」並稱推出演唱會及音樂專輯
- 唱作四小強：2006年度叱吒樂壇流行榜頒獎典禮中，張敬軒、王菀之、方大同和張繼聰四位唱作人合唱，被合稱為「唱作四小強」
- 刻不容緩：2005年歌手容祖兒與李克勤用「刻不容緩」並稱推出粵語流行歌

### 2010年代
- Big Four：張衛健、許志安、蘇永康和梁漢文
- 福祿壽：由三位擅長搞笑及模仿的藝人組成，成員包括阮兆祥 、王祖藍及李思捷。
- 港姐孖寶[84]：無綫電視女藝員麥明詩及馮盈盈曾分別參選2015年度及2016年度的《香港小姐競選》，她們兩人在參選期間均被視作「大熱門」參賽佳麗，並經由電視觀眾投票下而當選成為香港小姐冠軍，由於她們因著相似的經歷而形成默契，使電視台在2017年至2019年期間一同主持《後生仔傾吓偈》及《荷蘭好玩》等多個電視節目。
- 友情歲月：鄭伊健、陳小春、謝天華、錢嘉樂和林曉峰 5位《古惑仔電影系列》主要演員以音樂組合形式舉行演唱會，主題稱為「友情歲月」
- 4個小生：胡楓、曾江、謝賢及Joe Junior一同主持無綫電視旅遊節目《4個小生去旅行》
- TVB三大喇叭：TVB力捧的三位女藝員馮盈盈、劉佩玥及江嘉敏，她們因同有響亮聲線而成為好友。
- 2017年江蘇衛視春晚～(金童玉女:古巨基/周慧敏；四大男神:苗僑偉、黃日華、馬德鐘、羅嘉良)。
- 胡說八道會：由胡杏兒、胡定欣、胡蓓蔚、李施嬅、黃智雯及姚子羚六位女藝人組成。
- 少婦聯盟：陳凱琳拍攝2017年無綫劇集《平安谷之詭谷傳說》與龔嘉欣、譚凱琪及沈卓盈自組「少婦聯盟」[85][86][87]

### 2020年代
- 6膠：ViuTV電視節目《膠戰》、《膠戰新春SP》、《膠戰S2》、《膠戰SSP》之主持，包括呂爵安、岑珈其、魏浚笙、徐浩昌、黃正宜、劉沛蘅。[88][89][90][91]
- 聲夢四小花：2021年無綫電視歌唱選秀節目《聲夢傳奇》第一季中年紀最小的四位女參賽者，成員包括炎明熹、姚焯菲、鍾柔美、詹天文。[92][93][94][95]其後「聲夢四小花」組成了組合After Class。
- 食腦三子：有份參演2022年無綫電視劇集《食腦喪B》的三位男藝員，成員包括何廣沛、郭子豪、方紹聰，三人並有合力投資開設製作公司及YouTube頻道「食腦 BrainStorming」。[96][97][98]

- 新五花：無綫電視於2020年代力捧的五位女藝員，包括蔣家旻、劉佩玥、陳瀅、陳曉華、郭柏妍。

- 5G：ViuTV綜藝節目所衍生的限定女團，包括楊安妮、鍾卓穎、葛綽瑤、許寶恆、何洛瑤，均出身於選秀節目《全民造星IV》。

- 12+4+3+7：ViuTV旗下四隊組合MIRROR 、ERROR、P1X3L、COLLAR的合稱，數字分別代表該隊組合的人數。

- 英皇龍虎豹：容祖兒、Twins在2024年《TWINS SPIRIT SINCE 2001 LIVE IN HONG KONG》演唱會中合唱，並稱「英皇龍虎豹」，以容祖兒為首祝現場觀眾「『龍』馬精神」，「虎女」蔡卓妍祝「『虎』虎生威」，「豹妹」鍾欣潼祝「一『豹』而紅」[99]。

- 奧運六星：無綫電視於2020年代力捧的六位男女藝員新秀並稱，曾安排於2024年巴黎奧運舉行期間一同亮相，成員包括黃庭鋒、鄭衍峰、孔德賢、何泳芍、何沛珈、劉穎璇。

- 台慶六星：無綫電視於2020年代力捧的六位男女藝員新秀並稱，六人一同拍攝2024台慶宣傳片，成員包括周嘉洛、吳偉豪、丁子朗、郭柏妍、游嘉欣、戴祖儀。